# Irene Cara
Irene Cara (El Bronx, Nueva York, 18 de marzo de 1959-Largo, Florida, 25 de noviembre de 2022) fue una actriz, cantante, bailarina y compositora estadounidense. Se le conoció principalmente por algunos de sus temas musicales utilizados para las películas Fame y Flashdance. Su sencillo «Flashdance... What a Feeling» recibió el premio Óscar a mejor canción original y el Grammy de 1980 y 1982. Impactó con un original estilo de baile que caracterizó a los cantantes de música pop de gran parte de la década de 1980. También participó como actriz en Fame, Sparkie y en la miniserie Raíces: Las nuevas generaciones, y fundó un grupo musical Hot Caramel.

## Biografía y carrera
Cara nació y se crio en el Bronx , Nueva York, la menor de cinco hermanos. Su padre, Gaspar Cara, trabajador de una fábrica de acero y saxofonista jubilado, era puertorriqueño, y su madre, Luisa Escalera, acomodadora de cine, era cubana. Cara tenía dos hermanas y dos hermanos. Comenzó a tocar el piano de oído, estudió música, actuación y comenzó a tomar clases de baile cuando tenía cinco años. Se inició en la televisión de habla hispana cantando y bailando.
La máxima popularidad de su carrera llegó al actuar en la película de 1980 Fama en el papel de Coco Hernández, así como interpretar el tema principal y participar en otros temas de la banda sonora de esta película. Tanto la canción  «Fame» como «Out Here on My Own», estuvieron nominadas al Óscar por mejor canción original, ganando el premio por la canción homónima. En la serie televisiva su personaje se asignó a la actriz Erica Gimpel. Anteriormente, en 1978, participó en Raíces: Las nuevas generaciones, secuela de la serie de televisión Raíces.
Participó también en la banda sonora de la película Flashdance. El tema principal, «Flashdance... What a Feeling», le volvió a otorgar el Óscar en 1983 a la mejor canción original así como el Premio Grammy a la Mejor interpretación vocal femenina pop en 1984.
Lanzó a la venta dos álbumes durante los años 1980: Anyone Can See (1982) y What A Feelin en 1983.
Se casó con Conrad Palmisano, doble para escenas arriesgadas de Hollywood, en 1986. Se divorciaron en 1991.
Anteriormente actuó como cantante junto con su banda Hot Caramel.
Llegó a la cima de la fama con los temas de las exitosas películas Fama y Flashdance (What a Feeling) el cual recibió el Oscar de la Academia y el premio Grammy de 1980 y 1982. También participó en la película Flashdance la cual es considerada una de las películas más taquilleras de la década de 1980 y también es considerada un clásico de la década, además de ser galardonada en los premios Óscar, BAFTA, Globo de Oro y Grammy, entre otros.
Su tema Flashdance... What a Feeling Es uno de los temas más representativos de la década de los ochenta, principalmente por brindarle en el año 1983, un premio Óscar al filme y a la mejor canción, ganando también un premio Grammy en 1984 por mejor interpretación vocal femenina el cual se ubicó en el 1.º lugar de las Listas de popularidad en Estados Unidos y en el 2.º lugar en el Reino Unido.

## Muerte
Cara murió en su casa en Largo, el 25 de noviembre de 2022, a la edad de 63 años. Según información periodística, la estrella sufría de Ateroesclerosis e hipertensión, lo que le habría causado la muerte.

## Discografía

### Álbumes de estudio
| Año  | Álbum          |
| ---- | -------------- |
| 1982 | Anyone Can See |
| 1983 | What a Feeling |
| 1987 | Carasmatic     |

### Bandas sonoras
| Año  | Álbum                              |
| ---- | ---------------------------------- |
| 1980 | Fame soundtrack                    |
| 1983 | Flashdance Soundtrack              |
| 1984 | D.C. Cab Soundtrack                |
| 1985 | City Heat Soundtrack               |
| 1989 | All Dogs Go to Heaven Soundtrack   |
| 1991 | China Cry Soundtrack               |
| 2007 | Downtown: A Street Tale Soundtrack |

### Sencillos
| 1980                                     | "Fame"                              | 4  | 1  | —  | 1  | — | Fame (banda sonora)                    |
| 1980                                     | "Out Here on My Own"                | 19 | —  | 20 | 58 | — | Fame (banda sonora)                    |
| 1981                                     | "Anyone Can See"                    | 42 | —  | —  | —  | — | Anyone Can See                         |
| 1983                                     | "Flashdance... What a Feeling"      | 1  | 1  | 4  | 2  | 1 | What a Feelin'                         |
| 1983                                     | "Why Me"                            | 13 | 7  | —  | 86 | 5 | What a Feelin'                         |
| 1983                                     | "The Dream (Hold on to Your Dream)" | 37 | 26 | —  | —  | — | What a Feelin'                         |
| 1984                                     | "Breakdance"                        | 8  | 13 | —  | 88 | — | What a Feelin'                         |
| 1984                                     | "You Were Made for Me"              | 78 | —  | 10 | —  | — | What a Feelin'                         |
| 1987                                     | "Girlfriends"                       | —  | —  | —  | —  | — | Carasmatic                             |
| 1988                                     | "I Can Fly"                         | —  | —  | —  | —  | — | Non-album song                         |
| 1995                                     | "Rhythm of My Life"                 | —  | —  | —  | —  | — | Precarious 90's                        |
| 1996                                     | "You Need Me"                       | —  | —  | —  | —  | — | Precarious 90's                        |
| 1997                                     | "All My Heart"                      | —  | —  | —  | —  | — | Precarious 90's                        |
| 2001                                     | "What a Feeling" (con DJ BoBo)      | —  | —  | —  | —  | — | Non-album song                         |
| 2006                                     | "Forever My Love"                   | —  | —  | —  | —  | — | Gay Happening Vol. 12                  |
| 2007                                     | "Downtown"                          | —  | —  | —  | —  | — | Downtown: A Street Tale (banda sonora) |
| "—" denota que no entraron en las listas |                                     |    |    |    |    |   |                                        |

## Filmografía
- Aaron Loves Angela (1975)
- Apple Pie (1976)
- Sparkle (1976)
- Roots: The Next Generations -TV Series- (1978)
- On Location with: FAME (1980) (cortometraje)
- Fame (1980)
- Killing 'em Softly (1982)
- Flashdance (1983) (solo canción)
- D.C. Cab (1983)
- City Heat (1984)
- Certain Fury (1985)
- Busted Up (1986)
- Long Shot (1988) (solo canción)
- All Dogs Go to Heaven (1989) (solo canción)
- Caged in Paradiso (1990)
- China Cry (1991) (solo canción)
- The Magic Voyage (1992) (voz)
- Happily Ever After (1993) (voz)
- Snow White and the Magic Mirror (1994) (voz) (directamente a los videos)
- Downtown: A Street Tale (2007) (solo canción)

## Premios y distinciones
Premios Óscar
| Año  | Categoría              | Canción                        | Película   | Resultado |
| ---- | ---------------------- | ------------------------------ | ---------- | --------- |
| 1981 | Mejor canción original | «Fame»                         | Fame       | Ganadora  |
| 1984 | Mejor canción original | «Flashdance... What a Feeling» | Flashdance | Ganadora  |